# 2022 год в истории метрополитена
В этой статье перечисляются основные  события из истории метрополитенов в 2022 году. Полужирным шрифтом выделены открытия новых транспортных систем.

## События

### Первое полугодие

#### Январь
- 1 января — проезд в Петербургском метрополитене стал стоить 65 рублей[1], по «Подорожнику» — 45 рублей (выше прежнего на 4 рубля)[2][3].
- 2 января — Московский метрополитен, подорожание проезда на 1 рубль, по «Тройке» — 46 рублей (выше прежнего на 4 рубля)[4].
- 13 января — Парижский метрополитен, продление линии 4 (2 станции, 1,8 км)[5].
- 17 января — возобновилась работа Алма-Атинского метрополитена после двух недель его закрытия из-за беспорядков[6].
- 25 января:
  - из-за масштабного отключения электричества в Казахстане, Киргизии и Узбекистане остановился Ташкентский метрополитен[7]. Алма-Атинский метрополитен не пострадал[8].
  - Чунцинский метрополитен, открытие линии 9 (31,5 км)[9].

#### Февраль
- 21 февраля — Метрополитен Ханчжоу[10]:
  - продление линии 4 (26 км).
  - открытие линии 3 (21 км).
  - открытие линии 10 (12 км).
- 24 февраля — после начала вторжения России на Украину метрополитены Харькова и Киева работают как бомбоубежища круглосуточно. Позднее метро Днепра переведено в режим убежища[11][12].
- 25 февраля — метро Харькова перестало работать для пассажиров, оставаясь убежищем[13].
- 26 февраля — метро Киева перестало работать для пассажиров, оставаясь убежищем[14].

#### Март
- 4 марта — открыт после реконструкции вестибюль станции «Новослободская» Кольцевой линии Московского метрополитена, закрытый с 21 ноября 2020 года[15].
- 6 марта — открыт метрополитен Пуны (Индия), участками на 1 и 2 линиях по пять станций[16].
- 17 марта — возобновил работу Киевский метрополитен, кусочками по линиям[17].
- 19 марта — Сеульский метрополитен, Линия 4 продлена на север на 14,2 км[18].
- 21 марта — Бостонский метрополитен, открытие станции Union square и Lechmere (1,7 км), старая станция Lechmere была закрыта[19].
- 29 марта — Делийский метрополитен, открытие станции «Панджаби Багх» на Зелёной линии[20].

#### Апрель
- 1 апреля — Метрополитен Ханчжоу:
  - новая станция на линии 5;
  - продление линии 7 (6 км);
  - продление линии 9 (12 км)[21].
- 2 апреля — Мумбайский метрополитен, новые линии 2А (8,9 км) и 7 (9,5 км). Временно эксплуатируются совместно[22].
- 20 апреля — тариф на проезд в Минском метро составил 90 коп[23].
- 29 апреля:
  - Фучжоуский метрополитен, открытие Линии 5 (17 станций, 22,4 км)[24].
  - Шаосинский метрополитен, продление Линии 1 (26,8 км)[25].

#### Май
- 1 мая — Метрополитен Гуанчжоу, продление Линии 7 (13,4 км)[26].
- 7 мая — открыта после реконструкции станция «Рижская» Калужско-Рижской линии Московского метрополитена, закрытая с 22 августа 2020 года[27].
- 10 мая — с 13:00 закрылся Шанхайский метрополитен в связи с пандемией коронавируса[источник не указан 1135 дней].
- 24 мая — возобновил работу Харьковский метрополитен, ранее закрытый из-за вторжения России на Украину[28][29][30][31].
- 28 мая — Сеульский метрополитен:
  - открытие линии Sillim (8,1 км).
  - продление линии Shin Bundang[18].
- 30 мая — Алма-Атинский метрополитен, открыты две новые станции на Первой линии — «Сары-Арка» и «Бауыржан Момышулы»[32].
- 31 мая — Парижский метрополитен, продление Линии 12 с двумя станциями: «Эме Сезер» и «Мэри д’Обервилье» (2 км)[33].

#### Июнь
- 1 июня — Депо ТЧ-1 «Московское» Харьковского метрополитена переименовано в «Немышлянское»[34].
- 10 июня — Метрополитен Ханчжоу, продление Линии 3 (31 км)[21].
- 16 июня — Куала-Лумпурский метрополитен, продление MRT Putrajaya Line (Линии 12), 12,1 км[35].
- 18 июня — Чунцинский метрополитен, продление Линии 4 (32,8 км)[36].
- 24 июня — Метрополитен Ханчжоу, продление Линии 10 (Cuibai Road — Xueyuan Road, 1 км)[21].
- 28 июня — Метрополитен Чанша, открыта Линия 6 (48,1 км)[37].
- 29 июня — Куньминский метрополитен, открыта Линия 5 (26,5 км)[38].
- 30 июня — Варшавский метрополитен, продление Линии М2 (2,1 км, станции «Ульрыхув» и «Бемово»)[39].

### Второе полугодие

#### Июль
- 12 июля — Калькуттский метрополитен, продление линии 2 (1 станция, 2,1 км)[40].
- 13 июля в Новосибирском метрополитене на будущем перегоне от станции «Спортивная» к станции «Речной вокзал» Ленинской линии установили мачтовые светофоры[41].

#### Август
- 1 августa:
  - подорожание проезда в Нижегородском метрополитене до 35 рублей[42].
  - начало временного[43] перевода поездов 5 линии Петербургского метрополитена с 8 на 7-вагонную составность из-за низкого пассажиропотока[44].
- 28 августа — Фучжоуский метрополитен, открытие Линии 6 (31,3 км)[24].
- 30 августа — открыт Метрополитен Цзиньхуа (одна линия, 58,4 км, 17 станций)[45].
- 31 августа — в Новосибирском метрополитене появились два пятивагонных состава, курсирующих в час пик[46].

#### Сентябрь
- 1 сентября — окончательный временный[43] перевод поездов Фрунзенско-Приморской линии Петербургского метрополитена с 8 на 7-вагонную составность из-за низкого пассажиропотока[44].
- 9 сентября — поступление в ТЧ-1 «Автово» новых поездов проекта «Балтиец» (вагоны 81-725.1/726.1/727.1)[47].
- 11-12 сентября — остановка движения в Харьковском метрополитене из-за обстрела ТЭЦ-5 в Харьковской области в ходе вторжения России на Украину[48].
- 20 сентября — Реннский метрополитен, открытие линии 2 (16 км)[49].
- 22 сентября — Метрополитен Ханчжоу:
  - продление Линии 3 (West Wenyi Road — Wushanqiancun, 4,7 км);
  - продление Линии 10 (Xueyuan Road — Huanglong Sports Center, 1,5 км);
  - открытие новой Линия 19 (West Railway Station — Yongsheng Road, 55 км)[21].
- 26 сентября — Петербургский метрополитен:
  - первая обкатка опытного состава проекта «Балтиец» по Кировско-Выборгской линии[50].
- 28 сентября — Варшавский метрополитен, продление Линии М2 (3,9 км, станции «Зацише», «Кондратовича» и «Брудно»)[39].
- 30 сентября:
  - Метрополитен Даляня, продление Линии 2 (Xinzhaizi — Dalian North Railway Station, 12,2 км)[51].
  - Чжэнчжоуский метрополитен, открытие новой Линии 6 (Jiayu — Changzhuang, 17 км)[52].

#### Октябрь
- 2 октября
  - Стамбульский метрополитен, продление Линии 4 (Tavşantepe — Sabiha Gökçen Havalimanı, 7,4 км)[53].
  - Метрополитен Ахмадабада, продление Линии 1 (Apparel Park — Thaltej, 12 км)[54].
- 5 октября — Каирский метрополитен, продление Линии 3 (Attaba — Kit Kat, 3,7 км)[55].
- 6 октября — Метрополитен Ахмадабада, открытие Линии 2 (Motera Stadium — APMC, 18,5 км)[54].
- 10 октября
  - остановка движения в Киевском и Харьковском метрополитенах из-за ракетных обстрелов в ходе вторжения России на Украину[56][57].
  - Афинский метрополитен, продление линии 3 (Nikaia — Dimotiko Theatro, 3,6 км)[58].
- 25 октября — Петербургский метрополитен, закрытие на реконструкцию станции «Чернышевская» Кировско-Выборгской линии до мая 2024 года[59].
- 28 октября:
  - Шэньчжэньский метрополитен:
    - продление Линии 11 (Futian — Gangxia North, 1,2 км).
    - новая Линия 14 (Gangxia North — Shatian, 50,3 км).[60]

  - Стамбул — открыт 4 фуникулер на территории города, 0,8 км[53].

#### Ноябрь
- 7 ноября — Петербургский метрополитен, завершение испытаний поезда «Балтиец»[61].
- 10 ноября — открытие Наньтунского метрополитена (линия 1, 28 станций, 39,2 км)[62].
- 12 ноября:
  - первый запуск первого поезда «Балтиец» в эксплуатацию с пассажирами на Кировско-Выборгскую линию Петербургского метрополитена[63].
  - Московский метрополитен, закрытие участка «Автозаводская» — «Орехово» Замоскворецкой линии примерно на полгода из-за протечек в тоннеле между станциями «Кантемировская» и «Царицыно»"[64].
- 13 ноября — Сингапурский метрополитен, продление линии Томсон — Восточное побережье (Caldecott — Gardens by the Bay, 13,2 км)[65].
- 15 ноября:
  - в Харьковском метрополитене остановилось движение из-за российских обстрелов по ТЭЦ.
  - Вашингтонский метрополитен, продление Серебряной линии (Вель — Рестон-Ист — Эшбёрн, 17,9 км)[66].
- 18 ноября — Тяньцзиньский метрополитен, открыта линия 10 (Yutai — Yudongcheng, 21 км)[67].
- 23 ноября — Харьковский метрополитен обесточен из-за обстрела.
- 26 ноября — Миланский метрополитен, открытие линии 4 (6 станций, 5,3 км)[68].
- 28 ноября
  - Петербургский метрополитен, запуск второго поезда «Балтиец» в эксплуатацию с пассажирами на Кировско-Выборгскую линию[69].
  - Шэньчжэньский метрополитен:
    - открытие ответвления на линии 6 (Guangming — SIAT, 6,4 км)
    - открытие линии 12 (Zuopaotai East — Waterlands Resort East, 40,5 км).[60]

#### Декабрь
- 1 декабря — Метрополитен Нинбо, продление линии 2 (Congyuan Road — Honglian, 2,9 км)[70].
- 3 декабря — Хельсинкский метрополитен, продление линии 1[71] (5 станций, 7 км[72]).
- 11 декабря — Нагпурский метрополитен:
  - Продление Оранжевой линии (Kasturchand Park — Automotive Square).
  - Продление Голубой линии (Sitabuldi — Prajapati Nagar)[73].
- 16 декабря — Киевский метрополитен, Харьков, Днепр остановка метро после обстрелов энергосистемы[74].
- 20 декабря — Киевский метрополитен, станции «Крещатик» и «Площадь Независимости» возобновили свою работу после полугодового перерыва.
- 21 декабря — открыт метрополитен Кито[75].
- 23 декабря: 
  - проезд в Новосибирском метрополитене стал стоить 30 рублей[76].
  - Бакинский метрополитен, продление Фиолетовой линии на одну станцию и открытие электродепо ТЧ-2 «Ходжасан» и одноимённой станции[77], 2,3 км[78].
- 26 декабря:
  - Хэфэйский метрополитен, продление линии 5 (Wanghucheng West — Jiqiao Road, 15,5 км)[79].
  - Метрополитен Циндао, открытие линии 4 (Hall of the People — Dahedong, 30,7 км)[80].
- 28 декабря:
  - открыт метрополитен Дакки участком линии 6, 11,7 км[81][82].
  - Шэньчжэньский метрополитен, открытие линии 16 (Universiade — Tianxin, 29,2 км)[60].
  - Нанкинский метрополитен:
    - продление линии 1 (Maigaoqiao — Baguazhoudaqiaonan),
    - открытие линии 7 (Mufuxilu — Xianxinlu)[83].

  - Фошаньский метрополитен, открытие линии 3[26].
- 29 декабря:
  - Харьков, остановка метро[84] на полдня из-за обстрела энергосистемы.
  - Сианьский метрополитен, продление линии 6 (Northwestern Polytechnical University — Fangzhicheng, 19,5 км)[85].
- 30 декабря:
  - Уханьский метрополитен
    - продление линии 7 (Garden Expo North — Hengdian, 21,1 км).
    - продление линии 16 (Zhoujiahe — Hannan General Airport, 4,2 км)[86].

  - Калькуттский метрополитен, открытие линии 3 (Taratala — Joka, 6,5 км)[40].
- 31 декабря — Пекинский метрополитен, продление линии 16 (Yuyuantan Park East Gate — Yushuzhuang, 14,3 км)[87].

#### Без точных дат
- Передача поездов «Юбилейный» из ТЧ-6 «Выборгское» в ТЧ-5 «Невское» — с Московско-Петроградской линии на Невско-Василеостровскую[88].

## Происшествия
| Дата       | Метро                   | Погибли | Пострадали | Описание |
| ---------- | ----------------------- | ------- | ---------- | --- |
| 6 сентября | Московский метрополитен | 0       | 0          | На Арбатско-Покровской, Филёвской и Люблинско-Дмитровской линиях произошёл сбой в системах энергоснабжения, из-за чего поезда следовали по укороченным маршрутам и с увеличенными интервалами. К середине дня движение было восстановлено. |
| 11 ноября  | Московский метрополитен | 0       | 0          | В Московском метрополитене вечером на участке «Царицыно» — «Орехово» произошёл прорыв трубы, из-за чего был сильно затоплен тоннель, что стало причиной досрочного выхода из эксплуатации участка «Автозаводская» — «Орехово» Замоскворецкой линии с 12 ноября 2022 года по 10 мая 2023 года. Поезда следовали от «Ховрино» до «Автозаводской» и от «Алма-Атинской» до «Орехово». После постройки нового тоннеля на участке «Кантемировская» — «Орехово» проблема попадания воды в тоннель была полностью устранена. |